# Entomopteryx marginata
Entomopteryx marginata är en fjärilsart som beskrevs av W. Warren 1896. Entomopteryx marginata ingår i släktet Entomopteryx och familjen mätare. Inga underarter finns listade i Catalogue of Life.